# سرویس مخفی ایالات متحده آمریکا

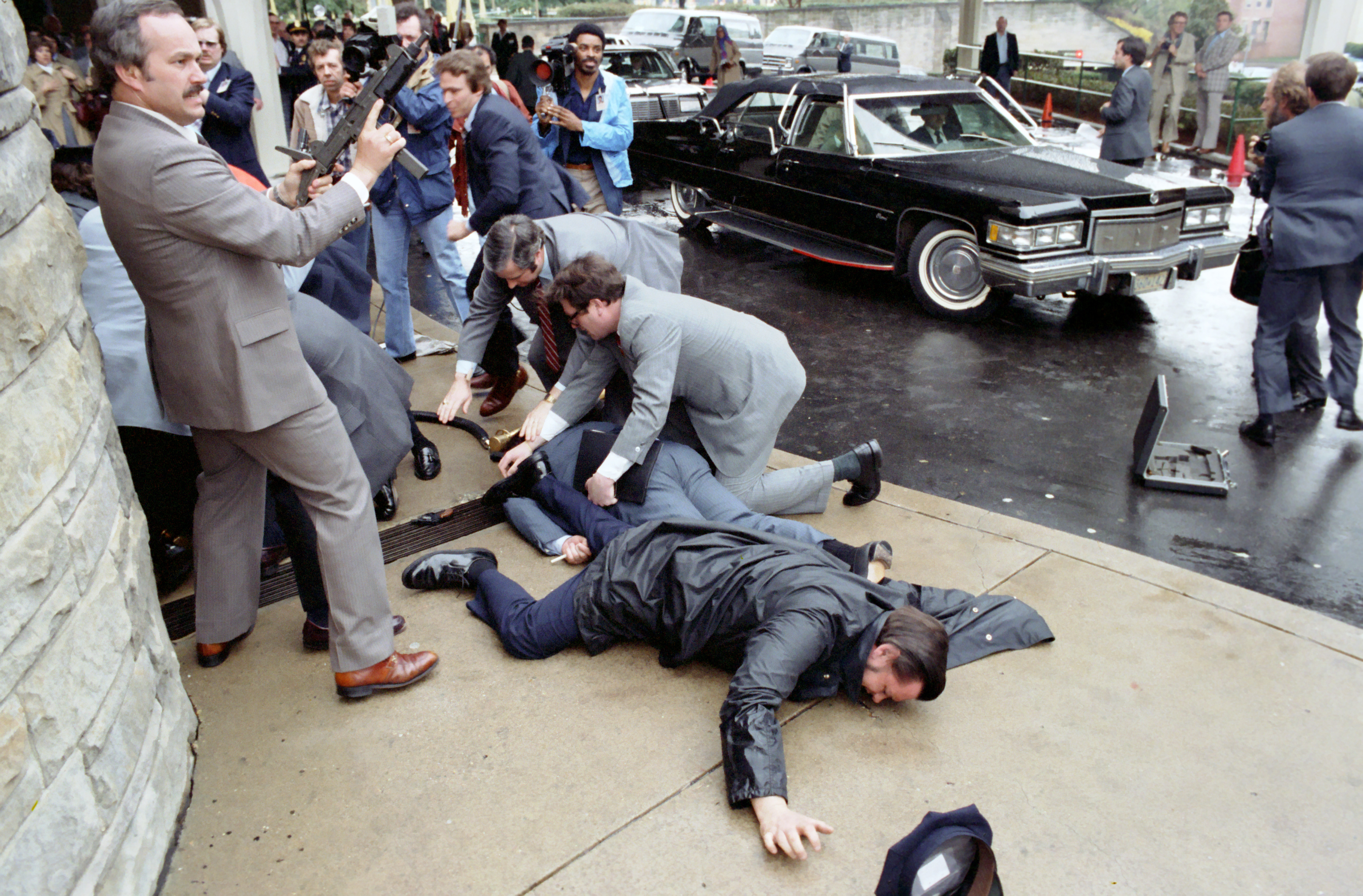
صحنه ترور رونالد ریگان در ۳۰ مارس ۱۹۸۱ میلادی. مأموران سرویس مخفی در حال خلع سلاح جان هینکلی و در تلاش برای حفاظت از جان رئیس‌جمهور.

سرویس مخفی ایالات متحده آمریکا (به انگلیسی: United States Secret Service) (یواس‌اس‌اس یا سرویس مخفی ) نهادی امنیتی تحت نظارت دولت فدرال ایالات متحده آمریکا است که علاوه بر حفاظت امنیتی از جان رئیس‌جمهور و خانواده او، سایر مقامات یا دولتمردان بلندپایهٔ ایالات متحدهٔ آمریکا و شخصیت‌های عالی‌رتبه خارجی مقیم یا میهمان در ایالات متحده آمریکا، مسئولیت مقابله با تخلفات مالی عمده و جعل اسکناس واحد پول ایالات متحده آمریکا را دارد.
این سرویس در هنگام ترور ناموفق دونالد ترامپ رئیس‌جمهوری پیشین ایالات متحده آمریکا مسؤلیت مراقبت از او را بر عهده داشت و مأموران این سازمان توانستند ضارب را بکُشند.

## حوادث سال ۲۰۱۲ میلادی
در پی رسوایی جنسی گروهی ۱۲ نفره از محافظان باراک اوباما در شهر کارتاهنا در کلمبیا، سرویس مخفی آمریکا ضوابط کاری و اخلاقی کارکنان خود را اصلاح کرد.
یکی از تغییرات اعمال‌شده در مقررات رفتاری محافظان سرویس مخفی، منع نوشیدن مشروبات الکلی در طول مأموریت در کشورهای خارجی است.
محافظان همچنین اجازه نخواهند داشت که به جز کارکنان هتل و همتایان اداری خود هیچ شهروند خارجی را به اتاق خود راه‌دهند. آن‌ها همچنین اجازه بازدید از مکان‌های بدنام را نخواهند داشت.